# Serious Sam
Serious Sam è una serie di sparatutto in prima persona arcade sviluppata da Croteam, corredata da spin-off realizzati da altri sviluppatori indipendenti.
I videogiochi hanno come protagonista Samuel "Serious Sam" Stone, da cui il titolo della serie. Nel corso delle sue avventure, Sam è impegnato a sconfiggere le forze di Mental, un malvagio dominatore dello spazio, le quali hanno invaso la Terra.
La Serious Sam Collection riceve una nuova versione fisica.

## Videogiochi della serie

### Serie principale
- Serious Sam: The First Encounter (Croteam, 2001) (Windows)
  - Serious Sam HD: The First Encounter (Croteam, 2009) (Windows e Xbox 360)
- Serious Sam: The Second Encounter (Croteam, 2002) (Windows)
  - Serious Sam HD: The Second Encounter (Croteam, 2010) (Windows e Xbox 360)
    - Legend of the Beast (DLC) (Croteam, 2012)
- Serious Sam II (Croteam, 2005) (Windows e Xbox)
- Serious Sam 3: BFE (Croteam, 2011) (Windows, Linux, macOS, Xbox 360 e PlayStation 3)
  - Serious Sam 3: Jewel of the Nile (DLC) (Croteam, 2012)
- Serious Sam 4 (Croteam, 2020) (Windows, Stadia, PlayStation 5 e Xbox Series X/S)
  - Serious Sam: Siberian Mayhem (espansione standalone) (Timelock Studio & Croteam, 2022) (Windows)

### Spin-off
- Serious Sam: Next Encounter (Climax, 2004) (PlayStation 2 e GameCube)
- Serious Sam Advance (Climax, 2004) (Game Boy Advance)
- Serious Sam Double D (Mommy's Best Games, 2011) (Windows)
- Serious Sam: Kamikaze Attack! (Be-Rad Entertainment, 2011) (Android, iPad, iPhone e Windows)
- Serious Sam: The Random Encounter (Vlambeer, 2011) (Windows)
- Serious Sam: The Greek Encounter (Eric-Ruth-Games, 2012) (Windows)
- Serious Sam Double D XXL (Mommy's Best Games, 2013) (Xbox 360 e Windows)
- Serious Sam: Run Sam Run (Big-O, 2014) (Android e browser PC)
- Serious Jam: Last sam standing (Big-O, 2014) (Android, Windows e browser PC)
- Serious Sam’s Bogus Detour (Crackshell, 2017) (Windows e Linux)
- I Hate Running Backwards (Binx Interactive (Croteam Incubator), 2018) (Windows, PlayStation 4, Xbox One, Linux e Switch)
- Serious Sam: Tormental (Gungrounds (Macanga Games j.d.o.o.) (Croteam Incubator), 2022) (Windows)

### Compilation, pacchetti e versioni unificate
- Serious Sam (compilation di First e Second Encounter) (Croteam, 2002) (Xbox)
- Serious Sam: Gold Edition (compilation di First e Second Encounter) (Croteam, 2003) (Windows)
- Serious Sam HD: Double Pack (pacchetto contenente le versioni HD di First e Second Encounter) (Croteam, 2010) (Windows)
- Serious Sam HD (compilation con le versioni HD di First e Second Encounter) (Croteam, 2010) (Xbox 360)
- Serious Sam HD: Gold Edition (pacchetto contenente le versioni HD e classiche di First e Second Encounter) (Croteam, 2010) (Windows)
- Serious Sam Complete Pack (pacchetto contenente tutti e tre i capitoli compresi i DLC, e due spin-off) (Croteam/Mommy's Best Games/Vlambeer, 2012) (Windows)
- Serious Sam 3: BFE Gold Edition (pacchetto contenente il terzo capitolo compreso il DLC, e un bonus pack di contenuti extra) (Croteam, 2013) (Windows, Linux e macOS)
- The Serious Sam Collection (pacchetto contenente il primo e il secondo capitolo in HD, il terzo compreso il DLC, e lo spin-off Double D XXL) (Croteam/Mommy's Best Games, 2013) (Xbox 360)
- Serious Sam: Revolution (versione unificata e modernizzata di First e Second Encounter) (Croteam/Alligator Pit, 2014) (Windows)
- Serious Sam Fusion 2017 (versione unificata e con supporto schermo condiviso di Serious Sam HD: The First Encounter, Serious Sam HD: The Second Encounter e Serious Sam 3: BFE, compresi i DLC e versione VR di tutti e tre i capitoli) (Croteam, 2017) (Windows)